# کلیسای جامع لیون
کلیسای جامع لیون (فرانسوی: Cathédrale Saint-Jean-Baptiste de Lyon‎) نام یک کلیسای کاتولیک در لیون فرانسه است. این کلیسای جامع وقف یحیی است.